# カイロプラクティック
カイロプラクティック（英: chiropractic）は、1895年にアメリカのダニエル・デヴィッド・パーマーによって創始された手技療法。名前の由来はギリシャ語で、"カイロ" は"手"、"プラクティック" は"技術"を意味しており、それを組み合わせた造語である。世界保健機関（WHO）は補完代替医療として位置づけている。
アメリカやイギリス、カナダやオーストラリア、EU諸国の数か国など、約40か国が、主に筋骨格系の障害を取り扱う、脊椎ヘルスケアの専門職として法制度化している。

## 概要

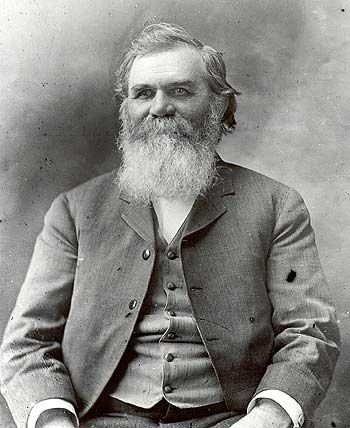
ダニエル・デヴィッド・パーマー

創始者のダニエル・デヴィッド・パーマのカイロプラクティックの「発見」の核心は、病気は「サブラクセーション（亜脱臼）」、つまり神経系を混乱させる椎骨のずれによって引き起こされるという理論であり、カイロプラクターは椎骨を「アジャストメント（調整）」することで、ほとんどの病気を治すことができると考える（カイロプラクティックにおけるサブラクセーションは、医学における亜脱臼（不完全脱臼）とは異なる概念のため（英語表記は同じ Subluxation）、区別のために片仮名で表記する）。カイロプラクティックの名称はギリシャ語の Chiro（手）と Prakticos（技術）を組み合わせた造語で、サブラクセーションを調整するためにアジャストメントと呼ばれる手技療法を用いることに由来する。
世界保健機関の定義では、「筋骨格系の障害とそれが及ぼす健康全般への影響を診断、治療、予防する専門職である。治療法として手技による関節アジャストメント（関節の調整）もしくは脊椎マニピュレーション（脊椎の矯正）を特徴とし、特にサブラクセーションに注目している」とされている。厚生労働省が運営するサイトでは海外の情報として「カイロプラクティックは身体の構造（特に脊椎）と機能に注目した専門医療であり、施術法は主に脊椎やその他の身体部位を調整（矯正）することにより、ゆがみの矯正、痛みの軽減、機能改善、身体の自然治癒力を高めることを目的としている」と紹介している。
カイロプラクティックの定義は団体や教育機関によりそれぞれ異なる場合が多く、内容も国や派閥、カイロプラクターにより差異がある。D・D・パーマーの死後、彼の息子でカイロプラクティックの開発者のB・J・パーマーは、カイロプラクティック運動において自分が唯一の権威であると主張したが、運動は対立するいくつかの団体に分裂し、それが今日まで続いている。カイロプラクターの派閥には、患者にカイロプラクティックのみを提供する「ストレート派」と、カイロプラクティックと他の代替療法を組み合わせる「ミキサー派」がある。
WHOはカイロプラクティックを代替医療として位置付け、2005年に安全で有用な教育を目的に「カイロプラクティックの基礎教育と安全性に関するWHOガイドライン（指針）」を発行して日本語のほか10ヶ国語以上に翻訳されている。カイロプラクティックの施術者はカイロプラクターとしてアメリカ、イギリス、カナダ、オーストラリア、ニュージーランド、EU諸国、南アフリカなど約40カ国が資格として法制化している。
今日、ほとんどのカイロプラクターは創始者のD・D・パーマーと息子のB・J・パーマーを恥ずべき存在とみなしている。彼らの私生活は模範的とは程遠く、「二人とも利己的で、不誠実で、人との接し方は不必要に挑発的だった」といわれる。B・J・パーマーは、彼の門下生の一人が発明した、身体の様々な部位の体温を測ってサブラクセーションを特定するという「ニューロカロメーター」の貸し出しで荒稼ぎし、この装置を借りたカイロプラクターだけを認定して批判を呼び、この機械は「詐欺装置」として非難された。

### 米国
米国カイロプラクティック協会 (ACA)は「筋骨格系と神経系疾患に特化した医療」と定義している。カイロプラクター（カイロドクターとも呼ばれる）は薬物投与や手術療法はせず、独自の手技療法を治療の主な手段とし、検査（レントゲン撮影を行う権限がある）、診断と治療（医療行為）を行っている。カイロプラクターは幅広い診断知識を有し、手技療法、理学療法、リハビリテーションのほかに、栄養と食事や生活習慣も指導する。州の法律に規定された業務範囲以外の治療や検査が必要な場合は他の医療機関を紹介する。

### 日本
日本には、1916年にD・D・パーマーの設立したパーマー・スクール・オブ・カイロプラクティック（現在のパーマー・カレッジ・オブ・カイロプラクティック）の卒業生である河口三郎が伝えたとされている。同校初の日本人卒業生は森久保重太郎である。
国民生活センターは整体、カイロプラクティック、マッサージなどの重症事例を「手技による医業類似行為の危害の報告書」として2012年にまとめ、カイロプラクティックは法的資格制度がなく、施術者の技術水準や施術方法などの差異を指摘した。国民生活センターの要請に、業界の対応として日本カイロプラクターズ協会 (JAC) は「カイロプラクティックの安全性に関するガイドラインおよびカイロプラクティックの広告に関するガイドライン」を発表し、利用者の安全性を高める目的で、特定の対象者に対して安全教育プログラムを開始した。
WFCに加盟する日本の代表団体は日本カイロプラクターズ協会 (JAC) である。2014年から自主規制として日本カイロプラクティック登録機構 (JCR) により一定の基準を満たしたカイロプラクターの登録制度が始まった。

## 基礎的概念

### 哲学
| 検証可能な原理                                                               | 検証不可能なメタファー                                                          |
| ---------------------------------------------------------------------------- | ------------------------------------------------------------------------------- |
| カイロプラクティックのアジャストメント ↓ 構造的統一性の回復 ↓ 健康状態の改善 | ユニバーサル・インテリジェンス ↓ 生得的知性 ↓ 身体の生理機能                    |
| 物質主義的                                                                   | 生気論的                                                                        |
| - 運用上の定義が可能 - 科学的探求に適している                                | - カイロプラクティックにおけるホーリズム（全体論）の起源 - 証明も反証もできない |
| Mootz & Phillips 1997より                                                    |                                                                                 |

カイロプラクティックは、一般的に補完代替医療（CAM）に分類され、筋骨格系、特に脊椎マニピュレーション（脊椎の矯正）に焦点を当てている。創始者のD・D・パーマーは、「薬を使わない治療のサイエンス」と呼んだ。
カイロプラクティックの起源は民間療法の骨接であり、それが発展するにつれて、生気論、霊的インスピレーション（霊感）と合理主義を取り入れていった。初期の哲学は、反復を許さない教義からの演繹に基づいており（表を参照）、そのためカイロプラクティックは医学と区別され、カイロプラクターは、無免許で医学を実践しているという主張に対して法的・政治的に抵抗し、カイロプラクターは独自の職業として確立することができた。D・D・パーマー存命中、しばしば違法な医療行為として告発され、多くのカイロプラクターが刑務所に入れられたが、反対派は、カイロプラクターはカイロプラクティックを宗教的に表現することで、「信教の自由」を盾に医師のみが医療行為を行う法律から逃れようとしているだけだと批判した。
脊椎に注目するD・D・パーマーの理論は特に宗教的ではないように見えるが、宗教学者のホリー・フォークは、彼の理論はゼロから生まれたものではないことを示唆している。元々カイロプラクティックの哲学とサブラクセーション（亜脱臼）の概念は、物理的、エネルギー的、霊的という、3つの非常に異なる重なり合った現実の次元に関係している。カイロプラクティックでは、物理的身体のサブラクセーションがエネルギー的身体（微細身）・霊的身体に影響を与えると考える。D・D・パーマーの理論を理解するためには、動物磁気、心霊主義、ニューソート、クリスチャン・サイエンスのヒーラーまで、彼以前に存在した何十年もの「メタフィジックな」療法を考慮に入れる必要がある。D・D・パーマーの主張は最初から壮大なものであり、カイロプラクティックはこの世の病気を治すと同時に、いつの日か「あの世への私たちの視野を妨げてきた迷信のベールを取り除く」であろうという展望も含まれていた。B・J・パーマーの最も重要な教えの一つは、自我の座である教育された心が、内なる生得的知性、つまり「神の感覚」を打ち消してしまうというもので、彼はこれを軽蔑的に教養人と呼んだ。
カイロプラクター（DC）のメルヴィン・ローゼンタールによると、カイロプラクティックは、ユニバーサル・インテリジェンス、生得的知性というという霊的な哲学と、神経の問題を引き起こす椎骨のずれとしてのサブラクセーションという物質的な病理を、その矯正方法論で融合させようとしており、この考えはカイロプラクターを悩ませ、対立の論点になってきた。ヨーガにおけるクンダリニーの概念と解剖学の関連付けに限界があるように、カイロプラクティックも同様の問題を抱えている。サブラクセーションは重なり合った3つの現実にまたがる現象であり、物理的身体面での経験的プロセスで実証できるのはその影響の一部だけで、サブラクセーションのエネルギーダイナミクスを捉えきれないという「問題」は、B・J・パーマーだけでなく多くの研究熱心なカイロプラクターを悩ませてきた。D・D・パーマーはサブラクセーションの原因として、トラウマ、毒（合わない食べ物）、有害な暗示・思い込み（感情的ストレス）の3つを挙げている。
ほとんどのカイロプラクターは、カイロプラクティックは科学として認められていると主張し、カイロプラクティックが宗教であるという考えを強く否定しているが、カイロプラクティックの宗教性は複雑なもので、ホリー・フォークは、「カイロプラクティック教（Chiropractic Religion または religion of chiropractic）」という表現は、創始者のD・D・パーマーが作ったもので、彼は「カイロプラクティックの基礎」は「新しい神学（a new theology）」であり、その鍵となる要素は「生命力（Life-Force）と神が同一であること」だと主張したことを指摘している。またD・D・パーマーは、カイロプラクターに「（治癒を行ったキリスト教系新宗教の）クリスチャン・サイエンスと同様の船を造り、宗教の旗を掲げる」ことを勧め、啓示によって「あの世からカイロプラクティックを授かった」のだと主張し、カイロプラクティックが宗教であるなら「キリストや…その他の宗教の創始者と同様に、私たちも宗教的なリーダー、創始者がいなければならない。私は（カイロプラクティックの）源泉である」と語った。
何世代にもわたってカイロプラクターが学んだ「ストレート（素朴な）」哲学は、科学的方法による推論を否定し、科学の唯物論ではなく、教義の生気論的な第一原理からの演繹に依拠している。 しかし、大部分の施術者は「ストレート派」ではなく、カイロプラクティックに科学的研究を取り入れる傾向があり、科学の唯物論的還元主義と先人の神学（メタフィジック）、健康に対するホリスティック（全体論的）な見方（パラダイム）との融合を試みる「ミキサー派」である。2008年のあるコメントは、検証不可能な教義を排し、批判的思考とエビデンスに基づく研究に取り組むキャンペーンの一環として、カイロプラクティックがストレート哲学から積極的に離脱することを提案している。
カイロプラクターには様々な考え方があるが、背骨と健康は根本的に関連しており、この関係は神経系を介して媒介されるという信念を共有している。一部のカイロプラクターは、脊椎マニピュレーションが過敏性腸症候群や喘息などの様々な病気に効果があると主張している。
カイロプラクティックの哲学には以下の観点が含まれる: 
ホーリズム（全体論）では、健康はその人が置かれた環境のあらゆるものに影響を受けると考える。一部の文献では、スピリチュアルな、または、実存的な側面も含んでいる。これとは対照的に、カイロプラクティックの還元主義は、健康問題の原因と治療法を脊椎サブラクセーションという一つの要因に還元する。恒常性（ホメオスタシス）は、身体が本来持つ自己治癒能力を重視する。カイロプラクティックの初期の概念である生得的知性（innate intelligence）は、恒常性のメタファーと考えることができる。
多くのカイロプラクターは、生得的知性という伝統的な生気論的概念から離れなければ、カイロプラクティックが今後も周縁の異端的職業とみなされ続けるだろうと恐れている。
20世紀初頭にシカゴで生まれたカイロプラクティックの変種であるナプラパシーは、 軟部組織への手技が身体における「障害」を減少させ、健康を改善することができると考えるものである。

## 施術技法
NBCEではよく使用される技法について集計を行っており、以下は2003年の集計である。
| 技法 | 技法を用いる施術者の割合(％) | 施術を受けた患者の割合(％) |
| --- | ---------------------------- | -------------------------- |
| 1. ディバーシファイド・テクニック(Diversified technique)                                                                                              | 96.2                         | 71.5                       |
| 2. Extremity manipulating/adjusting | 95.4                         | 46.8                       |
| 3. アクティベータ・メソッド (Activator Methods) | 69.9                         | 23.9                       |
| 4. トンプソン・テクニック | 61.3                         | 28.2                       |
| 5. ガンステッド・テクニック (Gonstead) | 57.2                         | 26.2                       |
| 6. コックス・テクニック (Cox Flexion/Distraction) | 56.5                         | 23.5                       |
| 7. 仙骨後頭骨テクニック (Sacro Occipital Technique) [SOT]                                                                                             | 49.6                         | 15.3                       |
| 8. アジャスト・インストゥルメント (Manipulative/Adjustive Instruments)                                                                                | 40.3                         | 15.7                       |
| 9. 頭蓋・テクニック (Cranial) | 38.0                         | 10.3                       |
| 10. アプライド・キネシオロジー (Applied Kinesiology) [AK]                                                                                             | 37.6                         | 12.9                       |
| 11. ニモ・レセプター・テクニック (NIMMO/Receptor Tonus)                                                                                               | 33.6                         | 13.4                       |
| 12. ローガン（ベーシック）テクニック (Logan Basic) | 26.0                         | 5.2                        |
| 13. ホール・イン・ワン・テクニック（パーマー・上部頸椎・テクニック、またはターグル・リコイル・テクニック）(Palmer upper cervical, [HIO] ,Hole-in-One) | 25.7                         | 6.7                        |
| 14. ピアーズ・スティールワゴン・テクニック (Pierce-Stillwagon)                                                                                        | 15.4                         | 5.1                        |
| 15. メリック・テクニック (Meric) | 15.1                         | 4.3                        |
| 16. その他 | 12.5                         | 10.4                       |

## カイロプラクティック資格
詳細は「カイロプラクター」を参照。

### 世界・海外
カイロプラクティックの法的資格がある国々では、一般的に国際カイロプラクティック教育評議会加盟の認証機関から認可を受けた教育機関で専門教育を履修し、国や地域が指定する資格試験に合格することで、カイロプラクティックを行う者としてカイロプラクターの資格を取得することができる。
アメリカやカナダにあるカイロプラクティック専門大学では、ドクター・オブ・カイロプラクティック (Doctor of Chiropractic)（D.C）第一職業専門学位（First professional degree)が取得できる。学位取得後、各州の指定する資格試験に合格することが義務付けられている。
イギリス、オーストラリア、スイス、デンマーク、南アフリカ、ニュージーランド、マレーシアなどのカイロプラクティック学科のある大学では、卒業時に、DC号ではなく、修士号または学士号の学位が取得できる（博士号ではない。）卒業後、カイロプラクターとして働くには、各州もしくは各国のカイロプラクティック資格試験に合格しなくてはならない。ヨーロッパの多くの国では資格試験合格の後に数年間の研修期間が義務付けられている。

### 日本
日本ではカイロプラクターの法的資格が存在しないことからカイロプラクターを自称する開業は事実上制限がなく、カイロプラクターを養成する場合も、指導する際に必要な法的資格は無い。そのため後述する数日間の研修～4年間、国際カイロプラクティック教育評議会加盟の認証機関から認可を受けた教育機関のものまで様々な養成施設が存在し、いずれもカイロプラクターを名乗る。厳密には前述した認証機関から許可を受けた教育機関の履修者をカイロプラクターとし、日本カイロプラクティック登録機構が提供する試験（国際カイロプラクティック試験委員会による提供）を受験することができる。この試験に合格することで、海外においてもカイロプラクターとしての証明になり、各州もしくは各国のカイロプラクティック資格試験・開業試験の受験資格を得る。しかし、日本国内においては数日間の研修を終えたカイロプラクターと名乗る者と法律における資格上の差異はない。
海外のカイロプラクティック専門大学を卒業したが資格試験を合格しなかった者に対して日本カイロプラクティック登録機構が登録を目的に登録カイロプラクターの試験を実施している。

## 効果
カイロプラクターが用いる治療法について、数多くの対照臨床研究が行われてきたが、結果は様々である。カイロプラクティックの手技療法が、特定の種類の腰痛を除き、あらゆる病状の治療に効果的であるという明確な証拠はない。
一般的に、カイロプラクティックの有効性に関する研究は質が低い。カイロプラクターが発表した研究には明らかに偏りがあり、カイロプラクターが執筆した腰痛に対する脊椎マニピュレーションのレビューでは肯定的な結論が出される傾向があるが、主流医学の著者によるレビューでは異なる。
治療結果を測定する方法は多岐にわたる。カイロプラクティックの治療はプラセボ反応の恩恵を受けるが、脊椎マニピュレーション療法（SMT）の臨床試験では、信頼性の高いプラセボの識別を構築することが難しい。カイロプラクティックにおけるメンテナンス・ケアの有効性は不明である。

### 安全性に関して
海外では脳卒中、馬尾症候群、椎間板ヘルニアの増悪などの重大な合併症が数例報告されているが、これらの合併症と脊椎矯正との明確な因果関係は判明していない。2007年に英国で実施されたカイロプラクティック療法を受けた患者19,722人の治療転帰に関する研究では、頚椎矯正後の軽度の副作用が比較的多く認められたが、施術直後から7日目までに重篤な有害事象が発現する危険性は「低い、または非常に低い」という結果が得られた。2009年に実施されたカナダのオンタリオ州の住民に関する9年間の入院記録の研究では、椎骨脳底動脈（VBA）梗塞（脳後部に血液を供給する動脈が関与）818例を対象に分析を行い、カイロプラクターを受診した場合にかかりつけ医を受診した場合よりVBA梗塞の危険性が高まるという科学的根拠は得られなかった。研究者らは、かかりつけ医の受診とVBA梗塞に関連性が認められた理由について、VBA解離（動脈損傷）を生じた人は頭痛や頚部痛のために梗塞が起こる前に医療機関を受診する可能性があるためではないかと考察している。

## 日本における健康被害や法的地位などの問題点
日本は各府省により対応が異なる。厚生労働省医政局は民間療法＝無認可手技療法、厚生労働省職業安定局は医療・保健・福祉の職業やサービス業、経済産業省は医療・福祉に位置づけている。施術および開業については昭和35年の最高裁判決「医業類似行為を業とすることを禁止処罰するのは、人の健康に害を及ぼす虞のある業務行為に限局する」、また「職業選択の自由」により就業している状況である。
現在、カイロプラクティックを直接規定する法律が存在しないが、長年にわたって厚生労働省はカイロプラクティック業界の存在を認知している。無論、人の健康に害を及ぼすおそれがあれば、あん摩マツサージ指圧師、はり師、きゆう師等に関する法律（『あはき法』という）第12条違反や、医師法第17条違反となり、処罰の対象となり得る。

### カイロプラクティックによる健康被害
国民生活センターは2012年、手技による医業類似行為の危害について発表した。同報告によれば2007年度から2012年6月末日の約5年間までの登録分で、カイロプラクティックによる健康被害は110件あった。
2017年、消費者庁は「法的な資格制度がない医業類似行為の手技による施術は慎重に」という報告書を発表した。同報告書によれば平成21年９月１日から平成29年３月末までに、カイロプラクティックによる健康被害が221件報告されている。そのうち治療期間が一ヶ月以上の事故は45件あった。日本カイロプラクターズ協会は消費者庁の報告に関し、事故報告が架空のものでないかを検証されていないなどとして、消費者庁の報告書の公表に反対するとしている。

### 日本での法的地位
上記にもあるが日本では法制化されていないため、法に定められる以外の民間療法行為となる。
政府は「カイロプラクティック療法は、脊椎を調整することにより、神経の回復を図ることを目的とする療法とされており、この点においてあん摩マッサージ指圧と区別されるものと考えられる」との見解を答弁している。

### 日本における問題点
法的資格制度が無いため、教育の有無を問わず誰もがカイロプラクターを自称することが可能である。
自称のカイロプラクターが多いため、頸椎アジャストメントによる事故も報告されている。それにより、前述の通り厚生省はカイロプラクテック各団体に「医業類似行為に対する取り扱いについて」を通知し、その中に禁忌対象疾患の認識や一部の危険な手技の禁止を指摘した。これにより各団体（ただし全団体ではない）により自主規制が設けられることになったが、法的にはカイロプラクティックが禁止されることはなく、問題が起きた時には個別の施術者が傷害などに問われることになる。
業団体の意思の統一が図られることが、現状ではかなり難しいと思われる。現在でも、厚生労働省はカイロプラクティックの法制化には消極的で、資格化の可能性は低い。平成16年度 保健所行政の施策及び予算に関する要望書（全国保健所長会）においては、「整体術（カイロプラクテック）やエステティック等の施術類似行為に対し早急に法的規制、管理指導を引き続き強化されたい」との要望が出されている。
法的資格制度が無いため、数か月のものから2年制、パートタイム、4年制、国際カイロプラクティック教育評議会加盟の認証機関から認可を受けた教育機関のものまで様々な養成施設が存在する。その結果、カイロプラクティックの教育を受けたものとカイロプラクターを自称する者が混在して混乱している。それでも業において現状の法解釈では、あくまでも人の健康に害を及ぼすおそれがないことが前提である。
米国で州資格を取得した者もいるが、日本ではレントゲン等の検査ができない（レントゲン写真の読影を医師および歯科医師以外が行えば、医師法および歯科医師法違反となる）ため、日本国内での施術は米国のものとは異なる部分がある。また米国でD.C.学位を取得した学位取得者と、国家試験に合格し開業免許を取得した資格取得者を区別することは可能である。米国の国家試験に合格したカイロプラクターであれば、全米カイロプラクティック試験委員会（NBCE）の合格証明書、もしくはいずれかの州の開業免許を持っている。米国政府公認カイロプラクター、米国政府公認ドクターオブカイロプラクティックの肩書きをもつ者がいるが、米国連邦政府はカイロプラクターを認可することはしていないためこの表現には事実誤認がある。
「カイロプラクティック」、「整体」ともに国家資格等の規準が無く民間資格である。

### 厚生省の通知
厚生省健康政策局医事課長通知において禁忌対象疾患、一部の危険な手技の禁止、適切な医療受療の遅延防止、誇大広告の規制が示された。
通知において禁忌対象疾患が挙げられているが、過去にはマッサージ様の施術で、禁忌を認識していた施術に関し、医行為とした判例がある。法律が変わっていない場合、判例に背いた行政通知は無効であり、この通知をカイロプラクティック療法の合法性の根拠とすることはできない。

### WHO基準と日本国内のカイロプラクティック教育の現状
WHOは日本の様な「未法制化国」での教育は「正規には繋がらない、限定的な教育」と分類している。
日本の「WHO基準」「国際基準」を標榜する学校は高卒、又は高卒程度で入学が可能であるが、「WHO ガイドラインの正規教育」には入学前基準があり、およそ理系の大卒程度の基礎科学が必要とされている。これは 医学を学ぶにあたり、より高度な知識が必要となるためである。アメリカのカイロプラクティック大学では、就学前に一般教養、基礎科学の単位が必須であり、さらに4年間の学習となる。
日本にカイロプラクティック教育の多くは授業内容も自称であり、時間数だけで優劣は判断ができない。卒業後に民間資格が与えられることが多い。また、大学改革支援・学位授与機構に登録されているCCEはアメリカの認定機関であり、日本のカイロプラクティック学校を認定・認可した事実は無い。しかし、日本で国際カイロプラクティック教育評議会のうちの一つの南洋州カイロプラクティック教育評議会に認可された学校として東京カレッジ・オブ・カイロプラクティックが存在する。アメリカ合衆国においてカイロプラクティックに関する種々の試験を運営する、全米カイロプラクティック試験委員会（NBCE）によって、本校の卒業者は同協会による試験の受験資格を有するとされている。
アメリカにあるカイロプラクティック大学の入学条件は、2学期制で90単位以上の自然科学を含むGPA2.50以上の事前教育（プレ-カイロプラクティック教育）が必要とされている。

## ヒンドゥー教・ヨーガとの類似性
メルヴィン・ローゼンタールは、1893年にヴィヴェーカーナンダがアメリカにヨーガを伝えているが、カイロプラクティックの哲学はインドのヴェーダーンタと非常によく似ていると指摘し、非二元的なブラフマンとアートマンのように、ユニバーサル・インテリジェンスと生得的知性も一つのものであるが、これを理解しているカイロプラクターは少ないと述べている。また、サブラクセーション（亜脱臼）の概念は、物理的、エネルギー的、霊的という、3つの異なるレベルの現実に関係するというカイロプラクティックの考えは、チャクラの概念があるクンダリニー・ヨーガと似ている。D・D・パーマーは著作で、ヨーガとカイロプラクティックの哲学的同一性を示しているが、全体的に見て、ヨーガやヨーギー（ヨーガ行者）という言葉はほとんど使っていない。
1939年頃、ヨーガとカイロプラクティックに関連性を見出したサーマン・フリートというカイロプラクターが、ヨーガ哲学、カイロプラクティック、心理学を融合させ、カイロプラクティックと心理療法、スピリチュアルな治療を行う「コンセプト・セラピー」を始めた。

## 右翼ポピュリズムとのつながり
宗教学者のホリー・フォークは、カイロプラクターと右翼のポピュリズムとの歴史的なつながりを指摘している。フォークによると、1920年代にカイロプラクティックは、「クー・クラックス・クラン」と長きにわたる関係を築いており、「カイロプラクターはティーパーティー運動、そして主権および納税抗議運動のかなり大きな一派を形成している」。このつながりが統計的にどの程度のものであるか、社会学的調査は行われていない。

## 西洋オカルティズム・性魔術とのつながり
B・J・パーマーは、霊媒・医師・自称薔薇十字主義者でシリア人に学んだという性魔術を教えたパスカル・ビヴァリー・ランドルフや、男根崇拝を研究し男根主義を唱えたハーグレイヴ・ジェニングス等の性魔術のオカルティストに生涯にわたり興味を持っており、「ニューロカロメーター」の貸し出しで得た大金で、カーマ・スートラを描いたインドの珍しいエロティックな工芸品を収集した。
B・J・パーマーの時代もその後も、カイロプラクティックは西洋のオカルティズム、特に性魔術の分野とのつながりを持ち続けており、アレイスター・クロウリーの秘書を務めたイスラエル・リガルディーや、ルーベン・スウィンバーン・クライマー、ジョージ・ウィンスロー・プラマー等の有名な薔薇十字主義者の指導者たちは、カイロプラクティックの学校（college）の卒業生だった。